# Mikuláš Teich
Mikuláš Teich (1918-2018) fue un historiador de la ciencia y editor eslovaco.

## Biografía
Nacido en Košice el 24 de julio de 1918, estudió en la Universidad Masaryk de Brno, mas en 1939, al ser su país ocupado por la Alemania nazi, se exilió en el Reino Unido, aunque retornaría en 1946, tras el fin de la Segunda Guerra Mundial. Sus padres murieron en campos de concentración. Durante su estancia en tierras británicas se doctoró en la Universidad de Leeds. Una vez en Checoslovaquia fue profesor en la Universidad Carolina de Praga, aunque tuvo que abandonar de nuevo el país tras la Primavera de Praga y la intervención soviética. Estuvo casado con la también historiadora, en este caso económica, Alice Teichova, fallecida en marzo de 2015. Teich murió el 16 de agosto de 2018, habiendo cumplido los cien años de edad.
Fue uno de los autores de History of Exact Sciences in Bohemian Lands Up to the End of the Nineteenth Century (1961), también escribió obras como A Documentary History of Biochemistry 1770-1940 (1992), junto a Dorothy M. Needham, y Bier, Wissenschaft und Wirtschaft in Deutschland, 1800-1914. Ein Beitrag zur deutschen Industrialisierungsgeschichte (2000), sobre la historia de la cerveza en Alemania, además de editar varios trabajos junto a Roy Porter.